# Open de Lyon Challenger 2023
L'Open de Lyon Challenger 2023, noto anche come Open Sopra Steria de Lyon è stato un torneo maschile di tennis giocato sulla terra rossa. È stata la 7ª edizione del torneo, facente parte della categoria Challenger 100 nell'ambito dell'ATP Challenger Tour 2023. Si è giocato al Tennis Club de Lyon di Lione, in Francia, dal 12 al 18 giugno 2023.

## Partecipanti

### Teste di serie
| Nazionalità | Giocatore             | Ranking* | Testa di serie |
| ----------- | --------------------- | -------- | -------------- |
| Francia     | Quentin Halys         | 88       | 1              |
| Spagna      | Pedro Martínez        | 135      | 2              |
| Argentina   | Facundo Díaz Acosta   | 137      | 3              |
| Kazakistan  | Timofej Skatov        | 147      | 4              |
| Francia     | Benoît Paire          | 149      | 5              |
| Giappone    | Kaichi Uchida         | 154      | 6              |
| Francia     | Geoffrey Blancaneaux  | 161      | 7              |
| Brasile     | Felipe Meligeni Alves | 165      | 8              |

* Ranking al 29 maggio 2023.

### Altri partecipanti
I seguenti giocatori hanno ricevuto una wild card per il tabellone principale:
- Ugo Blanchet
- Gabriel Debru
- Lucas Pouille

I seguenti giocatori sono passati dalle qualificazioni:
- Dennis Novak
- Tom Paris
- Jules Marie
- Manuel Guinard
- Mathias Bourgue
- Maxime Janvier

Il seguente giocatore è entrato in tabellone come lucky loser:
- Clément Tabur

## Punti e montepremi
| Torneo    | Torneo              | V      | F     | SF    | QF    | 2T    | 1T    | Q | Q2  | Q1  |
| Singolare | Punti               | 100    | 60    | 36    | 20    | 9     | 0     | 5 | 2   | 0   |
| Singolare | Premi in denaro (€) | 16,020 | 9,415 | 5,555 | 3,240 | 1,900 | 1,160 | – | 580 | 290 |
| Doppio    | Punti               | 100    | 60    | 36    | 20    | –     | 0     | – | –   | –   |
| Doppio    | Premi in denaro (€) | 6,845  | 4,050 | 2,400 | 1,420 | –     | 800   | – | –   | –   |

## Campioni

### Singolare
Felipe Meligeni Alves ha sconfitto in finale  Alexander Ritschard con il punteggio di 6–4, 0–6, 7–6(7).

### Doppio
Manuel Guinard /  Grégoire Jacq hanno sconfitto in finale  Constantin Frantzen /  Hendrik Jebens con il punteggio di 	6–4, 2–6, [10–7].